# Karel Ferluga
Karel Ferluga, italijanski odvetnik in javni delavec slovenskega rodu, * 23. avgust 1885, Opčine, † 30. januar 1967, Trst.

## Življenje in delo
Ljudsko šolo je obiskoval v rojstnem kraju, gimnazijo v Trstu, pravno fakulteto pa na Karlovi univerzi v Pragi, kjer je 22. aprila 1913 tudi doktoriral. Med 1. svetovno vojno je bil avstro-ogrski vojak, po vojni se je v Trstu zaposlil kot odvetniški pripravnik, od 1923 do 1940 pa je bil odvetnik v Ilirski Bistrici. Po italijanski vojni napovedi Kraljevini Jugoslaviji so ga fašistične oblasti internirane v Colfiorto pri Folignu, ko so zahodni zavezniki zasedli južno Italijo, pa so
ga preselili v Egipt, kjer je ostal do konca vojne. Od 1945 do smrti je nato kot odvetnik delal v Trstu.
Ferluga je bil v Trstu med glavnimi pobudniki za ustanovitev Dijaške Matice, društva ki bi podpiralo dijake. Podobno društvo je videl, ko je študiral v Pragi. Ustanovitev Dijaške Matice je preprečila vojna, zaživela pa je na ustanovnem občnem zboru v tržaškem predmestju Sv. Jakob 6. januarja 1923 in delovala do leta 1927, ko je bila zaradi protislovenskega fašističnega delovanja prepovedana. Bil je tudi član društva Pravnik in sodeloval v uredništvu istoimenske revije, ki je občasno izhajala. Po 2. svetovni vojni je postal predsednik obnovljenega društva Pravnik. Bil je tudi član nadzornega odbora tržaške kreditne banke, deloval pa je še pri 
slovenski kulturno-gospodarski zvezi ter bil odbornik pri prosvetnem društvu Igo Gruden in športnem društvu Sokol v Nabrežini.